# ATP Lyon Open 2024
ATP Lyon Open 2024 — тенісний турнір, що проходив на ґрунтових кортах у місті Ліон, Франція з 20 до 26 травня. Належав до категорії ATP 250.

## Фінальна частина

### Одиночний розряд
Джованні Мпетші Перрікар —  Томас Мартін Етчеверрі 6–4, 1–6, 7–6(9–7)

### Парний розряд
Гаррі Геліоваара /  Генрі Петтен —  Юкі Бгамбрі /  Альбано Оліветті 3–6, 7–6(7–4), [10–8]